# Xanthophyllum pauciflorum
Xanthophyllum pauciflorum är en jungfrulinsväxtart som beskrevs av V. d. Meijden. Xanthophyllum pauciflorum ingår i släktet Xanthophyllum och familjen jungfrulinsväxter. Inga underarter finns listade i Catalogue of Life.